# Premios Shirley Jackson
Los Premios Shirley Jackson son galardones de la literatura que reconocen las mejores obras de los géneros de suspense psicológico, horror y fantasía oscura.
Los primeros premios fueron creados en honor a la escritora de horror Shirley Jackson, fueron presentados el 20 de julio de 2007 y el jurado fue John Langan, Sarah Langan, Paul G. Tremblay y F. Brett Cox, quienes ahora forman la junta directiva junto con JoAnn Cox.

## Funcionamiento
Los premios anuales se otorgan durante la Readercon, un festival de literatura de fantasía que se celebra en Boston, Massachusetts (Estados Unidos). Los nominados son las mejores obras publicadas durante el año anterior a la celebración, separados por varias categorías: novela, novela corta, cuento, colección de un solo autor y antología editada. Entre todos los nominados, los ganadores de cada categoría son seleccionados por un jurado de escritores profesionales, editores, críticos y académicos, con la participación de un consejo de asesores.

## Ganadores

### Mejor novela
| Año  | Autor/a                | Título                      |
| ---- | ---------------------- | --------------------------- |
| 2017 | Hye-young Pyun         | The Hole                    |
| 2016 | Emma Cline             | The Girls                   |
| 2015 | Gemma Files            | Experimental Film           |
| 2014 | Jeff VanderMeer        | Aniquilación                |
| 2013 | Robert Jackson Bennett | American Elsewhere          |
| 2012 | Kōji Suzuki            | Edge                        |
| 2011 | Sheri Holman           | Witches on the Road Tonight |
| 2010 | Robert Jackson Bennett | Mr. Shivers                 |
| 2009 | Victor LaValle         | Big Machine                 |
| 2008 | Jeffrey Ford           | The Shadow Year             |
| 2007 | Elizabeth Hand         | Generation Loss             |

### Mejor novela corta
| Año           | Autor/a           | Título                       |
| ------------- | ----------------- | ---------------------------- |
| 2017 Ex-aequo | Samanta Schweblin | Distancia de rescate         |
| 2017 Ex-aequo | Lindsey Drager    | The Lost Daughter Collective |
| 2016          | Victor LaValle    | The Ballad of Black Tom      |
| 2015          | Elizabeth Hand    | Wylding Hall                 |
| 2014          | Daryl Gregory     | We Are All Completely        |
| 2013          | Veronica Schanoes | Burning Girls                |
| 2012          | Kaaron Warren     | Sky                          |
| 2011          | Elizabeth Hand    | Near Zennor                  |
| 2010          | Laird Barron      | Mysterium Tremendum          |
| 2009          | Nick Antosca      | Midnight Picnic              |
| 2008          | Julia Leigh       | Disquiet                     |
| 2007          | Lucius Shepard    | Vacancy                      |

### Mejor colección de un autor
| Año           | Autor/a              | Título                               |
| ------------- | -------------------- | ------------------------------------ |
| 2017          | Carmen Maria Machado | Her Body and Other Parties           |
| 2016          | Jeffrey Ford         | A Natural History of Hell            |
| 2015          | Stephen King         | El bazar de los sueños malos         |
| 2014          | Helen M. Marshall    | Gifts for the One who Comes After    |
| 2013 Ex-aequo | Christopher Barzak   | Before and Afterlives                |
| 2013 Ex-aequo | Nathan Ballingrud    | North American Lake Monsters         |
| 2012          | Jeffrey Ford         | Crackpot Palace                      |
| 2011          | Maureen F. McHugh    | After the Apocalypse: Stories        |
| 2010          | Laird Barron         | Occultation                          |
| 2009          | Robert Shearman      | Love Songs for the Shy and Cynical   |
| 2008          | Yōko Ogawa           | The Diving Pool                      |
| 2007          | Laird Barron         | The Imago Sequence and Other Stories |